# God Save the Queen (Sex Pistols)
God Save the Queen is een single van de Britse punkrockgroep Sex Pistols uit 1977. Het nummer is afkomstig van het album Never Mind the Bollocks, Here's the Sex Pistols uit hetzelfde jaar. De titel van het nummer is afkomstig van het Engelse volkslied God Save the Queen. De single behaalde de tweede positie in de UK Singles Chart.

## Achtergrond
De single verscheen ter anticipatie van Koningin Elizabeths Zilveren Jubileum op 7 juni 1977. De band speelde het nummer die dag vanaf een boot op de Theems in Londen. Het was eigenlijk de bestverkochte single op dat moment, maar werd van de eerste plaats geweerd omdat het nummer aanstootgevend was en er kritiek gegeven werd op het Engelse bewind.
In 2002 werd het nummer, ter gelegenheid van het vijftigjarig regeringsjubileum van Elizabeth II, opnieuw uitgebracht.
In 2007, dertig jaar nadat de single verscheen, lanceerde NME een campagne om de single alsnog op nummer één van de UK Singles Chart te krijgen. Het nummer behaalde slechts de 42e positie.
In juni 2012 werd een exemplaar van de A&M Records-versie van de single (B-kant: No feeling) voor ruim 19.000 dollar verkocht via eBay. De versie van Virgin Records met op de B-kant het nummer Did You No Wrong is de versie die het meest in omloop is.
In 2001 bracht de Britse band Motörhead een cover uit van het nummer. De bijbehorende videoclip werd geregisseerd door voormalig MTV-presentatrice Vanessa Warwick.

## NPO Radio 2 Top 2000
| Nummer met noteringen in de NPO Radio 2 Top 2000 | '16  | '17  | '18  | '19  | '20  | '21  | '22  | '23  |
| ------------------------------------------------ | ---- | ---- | ---- | ---- | ---- | ---- | ---- | ---- |
| God Save the Queen                               | 1530 | 1518 | 1381 | 1537 | 1488 | 1639 | 1625 | 1811 |

1. ↑  Een vetgedrukt getal geeft de hoogste notering aan.
2. ↑  2016 was het eerste jaar met een notering voor dit nummer.
3. ↑  Deze tabel is bijgewerkt tot en met de laatste editie (2024).